# Alfa Romeo 33.2
L'Alfa Romeo 33.2 est un concept car créé en 1969 par Leonardo Fioravanti de chez Pininfarina. Elle utilisait le moteur 2 litres de la 33 de compétition qui courut au Mans en 1968. 
Ce concept car n'a jamais été produit en série comme la plupart des concept-cars de son époque. Ce qui fait de cette voiture un exemplaire unique qui reste la plupart du temps au musée d’Arese (Italie).